# Guillaume Connesson

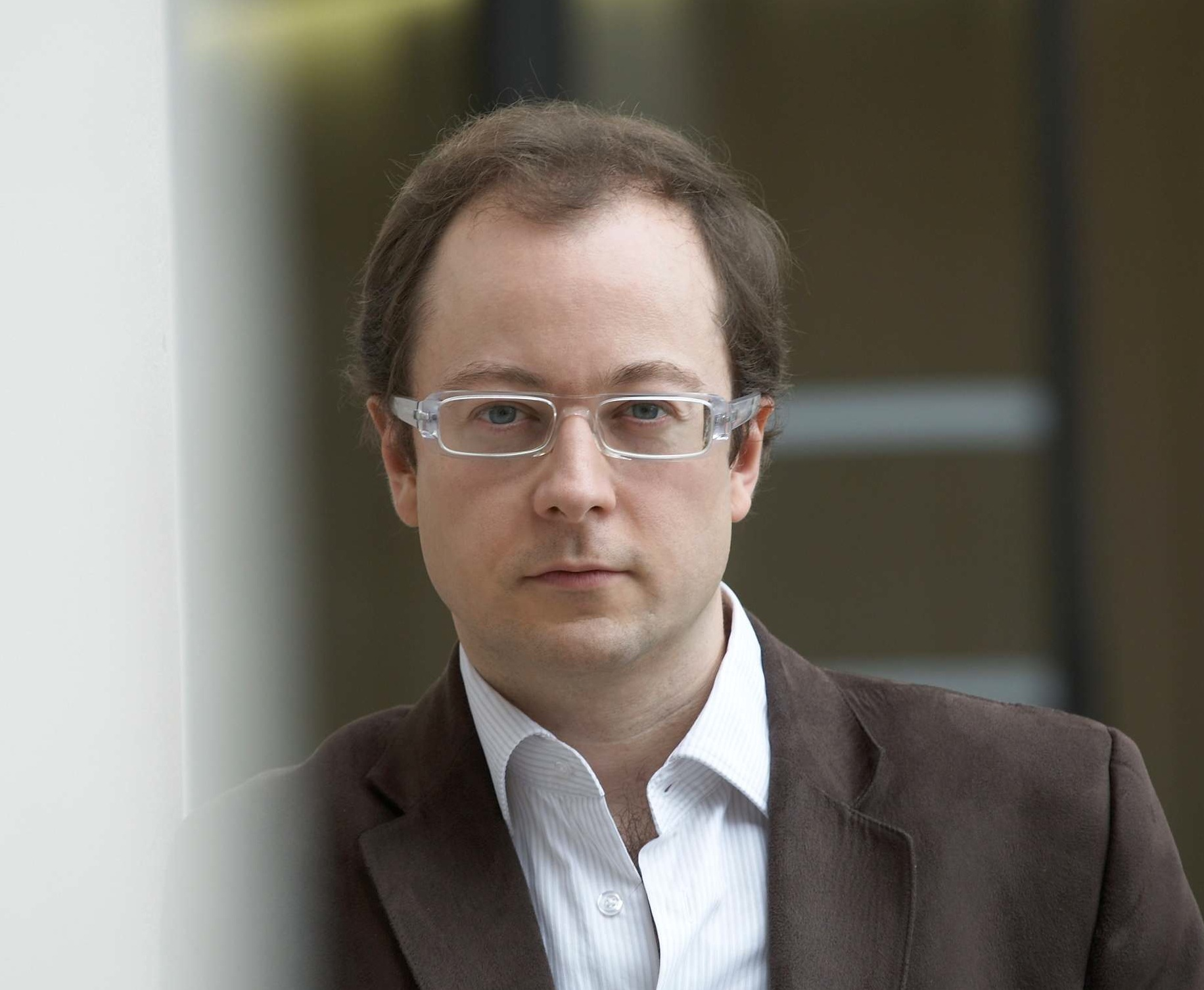
Guillaume Connesson (2008)

Guillaume Connesson (* 5. Mai 1970 in Boulogne-Billancourt) ist ein französischer Komponist. Er gilt als einer der weltweit meistgespielten französischen Komponisten der Gegenwart.

## Leben
Connesson studierte Klavier, Analyse, Musikgeschichte und Chorleitung am Conservatoire à rayonnement régional de Boulogne-Billancourt sowie von 1989 an sechs Jahre lang Komposition bei Marcel Landowski.
Bei Dominique Rouits studierte er am Conservatoire à rayonnement régional de Paris außerdem Orchesterleitung sowie bei Alain Louvier Arrangieren.
Als Komponist beruft er sich auf so unterschiedliche Einflüsse wie François Couperin, Richard Wagner, Richard Strauss, Claude Debussy, Maurice Ravel, Igor Stravinsky, Olivier Messiaen für die Turangalîla-Symphonie und St François d'Assise, Henri Dutilleux für seine Métaboles, Steve Reich und noch mehr Carl Orff, den er seit seiner Jugend bewundert, John Adams, aber auch Filmkomponisten wie Bernard Herrmann oder John Williams oder den Funk eines James Brown
Von 2001 bis 2003 war er Composer-in-Residence beim Orchestre National des Pays de la Loire, für das er die Vokalsymphonie Liturgies de l'ombre und die sinfonische Dichtung L’Appel au feu schrieb.
Derzeit ist er als Komponist mit dem Orchestre national de Lyon und dem Royal Scottish National Orchestra verbunden und wird von den großen amerikanischen und britischen Orchestern gespielt (Cincinnati Symphony Orchestra, Philadelphia Orchestra, Houston Symphony Orchestra, BBC Symphony Orchestra …).
Er unterrichtet Orchestrierung am Conservatoire national supérieur de musique et de danse de Paris.
Von 2009 bis 2011 war er Composer in Residence beim Orchestre de Pau Pays de Béarn und anschließend von Ende 2013 bis Ende 2015 beim Festival international de musique de Besançon Franche-Comté.
Connessons Werke erscheinen beim Verlag Éditions Billaudot.

## Werke
Musik für Orchester
- Oniris (1991)
- Night-Club (1996)
- Feux d’artifice (1998)
- Enluminures (1999)
- Scènes Nocturnes für Streichorchester (2001)
- Trilogie cosmique – Supernova (1997) – Une lueur dans l’âge sombre (2005) – Aleph (2007)
- The Ship of Ishtar für Streichorchester (2009)
- Maslenitsa (2011)
- Lucifer – Ballett in zwei Akten nach einem Libretto des Komponisten (2011)
- Flammenschrift (2012)[1]

Konzertante Musik
- Yu Yan für Erhu und Orchester (2007)
- Konzert für Violoncello und Orchester (2008)
- The Shining One – Konzert für Klavier und Orchester (2009)
- Constellations – Konzert für Bratsche und Orchester (2009)
- Cythère – Konzert für Schlagzeugquartett und Orchester (2014)
- Pour sortir au jour – Konzert für Flöte und Orchester (2014)
- A Kind of Trane Konzert für Saxophon oder Klarinette und Orchester (2015)
- Les Horizons perdus – Konzert für Violine und Orchester (2018)

Vokalmusik

Werke für Chor und Orchester
- Athanor für Sopran, Bariton und gemischten Chor (2003)
- Sphaera für Chor und Orchester auf einen lateinischen Text von Richard Crashaw (2006)
- La cathédrale aux étoiles – Kantate in drei Bildern für gemischten Chor, Kinderchor und Orchester – Text von Valérie de la Rochefoucauld (2006)

Werke für Chor und Instrumente
- Au commencement – Kinderchor und Instrumentalensemble (2004)
- Musique pour Oscar – Sieben Kinderchöre a cappella oder mit Begleitung von Harfe und Violoncello (2007)
- Sphaera für Chor, Klavier vierhändig und 3 Schlagzeuger (Kammermusikfassung) – Auf einen lateinischen Text von Richard Crashaw (2010)

Chorwerke a cappella
- Laudate Pueri – Sechsstimmig gemischter Chor (2002)
- Deux chœurs – vierstimmiger Frauenchor – Gedichte von Olivier Tanguy (2005)
- Funeratio auf einen Text von Vergil (2011)

Werke für Solostimme und Orchester
- Liturgies de l’ombre für Sopran – Text von Charles Péguy (2000)
- Le Livre de l’amour für Mezzosopran – Gedichte von Lord Byron, Emily Brontë und Germain Nouveau (2001)

Werke für Solostimme und kammermusikalische Besetzungen
- Medea für Sopran, Klarinette, Violoncello und Klavier – Text von Jean Vauthier (2004)
- Timouk, l’Enfant aux deux royaumes – Musikalische Geschichte für Erzähler und fünf Instrumente nach einem Libretto von Yun Sun Limet (2010)
  - Version für Orchester (2019)

Werke für Solostimme und Klavier
- De l’Espérance für Sopran und Klavier – Text von Charles Péguy (1999)
- Nuit obscure für Bariton und Klavier – Text des heiligen Johannes vom Kreuz (2000)
- My sweet sister für Mezzosopran und Klavier – Text von Lord Byron (2001)
- I’ll not weep für Alt und Klavier – Text von Emily Jane Brontë (2001)
- Trois merveilles du monde für Bariton und Klavier – Texte von  Victor Hugo (2008)
- Vivre für Sopran und Klavier – Text von Typhanie Vigouroux (2010)

Kammermusik und Werke für Soloinstrumente
- Disco-toccata für Klarinette und Violoncello (1994)
- Double Quatuor für Flöte, Oboe, Klarinette, Bassklarinette und Streichquartett (1994)
- Deux Images antiques für Klarinette, Fagott, Trompete, Posaune, Schlagzeug, Violine und Kontrabass (1996)
- Jurassic Trip für Flöte, Klarinette, 2 Klaviere, Schlagzeug und Streichquintett (1998)
- Sextuor für Oboe, Klarinette, Violine, Bratsche, Kontrabass und Klavier (1998)
- initials dances für Klavier solo (2001)
- Le rire de Saraï für Flöte und Klavier (2001)
- Techno-parade für Flöte, Klarinette und Klavier (2002)
- Toccata nocturne für Flöte und Violoncello (2002)
- Toccata für Harfe solo (2003)
- Riffs für Trompete solo (2004)
- La Solitaire – für Viola da gamba solo (2004)
- Constellation de la Couronne Boréale für Bratsche und Klavier (2005)
- L’île de Pâques – Prélude für Klavier (2006)
- Les Chants de l’Atlantide – Drei Stücke für Violine und Klavier (2007)
- Les Chants de l’Agartha – Drei Stücke für Violoncello und Klavier (2008)
- Constellation de la Couronne Australe für Bratsche und Klavier (2008)
- Quatuor à cordes (2010)

Pädagogische Musikwerke
- Remix für Streichorchester und 6 Schlagzeuger (1998)
- Et un sourire für Kinderchor und Streichorchester – Text von Paul Éluard (1998)

Bühnenwerke
- Musique pour Oscar – Musik zum Theaterstück Oscar et la dame rose von Éric-Emmanuel Schmitt – Für Kinderchor, Harfe und Violoncello (2007)
- Lucifer – Ballett in zwei Akten nach einem Libretto des Komponisten (2011)
- Les Bains Macabres (2019) Opéra-comique nach einem Libretto von Olivier Bleys. UA 24. Januar 2020 im Théâtre impérial de Compiègne – Ausstrahlung auf France Musique am 24. April 2021

Filmmusik
- Les Rapaces (Greed) – Musik zum Stummfilm von Erich von Stroheim – Für Klarinette, Violine, Brasche, Violoncello und Klavier (1995)
- L’Aurore – Musik zum Film von Friedrich Wilhelm Murnau – Für großes Sinfonieorchester (1999)

## Diskografie
- Lost Horizon – Les Cités de Lovecraft, A Kind of Trane (concerto pour saxophone), Les Horizons Perdus (concerto pour violon), Le Tombeau des Regrets – Renaud Capuçon, Timothy McAllister. Brussels Philharmonic dirigé par Stéphane Denève (Deutsche Grammophon, 2019)
- Pour sortir au jour (2016) Flammenschrift – Pour sortir au jour, concerto pour flûte – E chiaro nella valle il fiume appare – Maslenitsa. Avec le Brussels Philharmonic dirigé par Stéphane Denève et Mathieu Dufour, flûte (Deutsche Grammophon). Récompense: Diapason d’or (2016).
- Lucifer (2014) Concerto pour violoncelle interprété par Jérôme Pernoo – Lucifer (ballet) – Orchestre philharmonique de Monte-Carlo sous la direction de Jean-Christophe Spinosi (Deutsche Grammophon)
- Timouk, l’Enfant aux deux royaumes – Livre-Disque – Yun Sun Limet, textes – Delphine Jacquot, illustrations – Claire-Marie Le Guay, piano – Marie Gillain, récitante (Didier Jeunesse)
- Musique de chambre (CD + DVD réalisé par Stéphan Aubé) Monographie de musique de chambre (sorti en 2011) Avec Jérôme Ducros, Jérôme Pernoo  (Collection Pierre Bergé)
- Cosmic Trilogy – The Shining One (2010) Avec Éric Le Sage, Stéphane Denève et le Royal Scottish National Orchestra (Chandos)
- Athanor-Supernova – Monographie de musique orchestrale et chorale (Densité 21)
- Laudate pueri – Motet pour chœur mixte à six voix a cappella (Accord)
- Techno Parade (CD + DVD réalisé par Stéphan Aubé) Monographie de musique de chambre (2005) Avec Mathieu Dufour, Paul Meyer, Éric Le Sage … (BMG – RCA)

## Auszeichnungen
- 1998 – Prix Cardin de l'Institut de France pour Supernova
- 1999 – Prix Nadia et Lili Boulanger
- 2000 – Prix de la SACEM
- 2001 – Bourse de la Fondation Natexis
- 2005 – Choc du Monde de la Musique et 10 de Classica pour le disque Techno Parade
- 2006 – Grand Prix Lycéen des Compositeurs[2]
- 2011 – Grand Prix SACEM de la musique symphonique (carrière)[3]
- 2015 – Compositeur de l'année aux Victoires de la musique classique
- 2016 – Pour le CD Pour sortir au jour : Diapason d'or de l'année (Dezember 2016) – Choc Classica de l'année (November 2016) – Diapason d'or (September 2016) – Choc de Classica (Juli 2016)[4]
- 2019 – Compositeur de l'année aux Victoires de la musique classique